# Liwa (oasis)
Ne pas confondre avec la ville omanaise de Liwa.

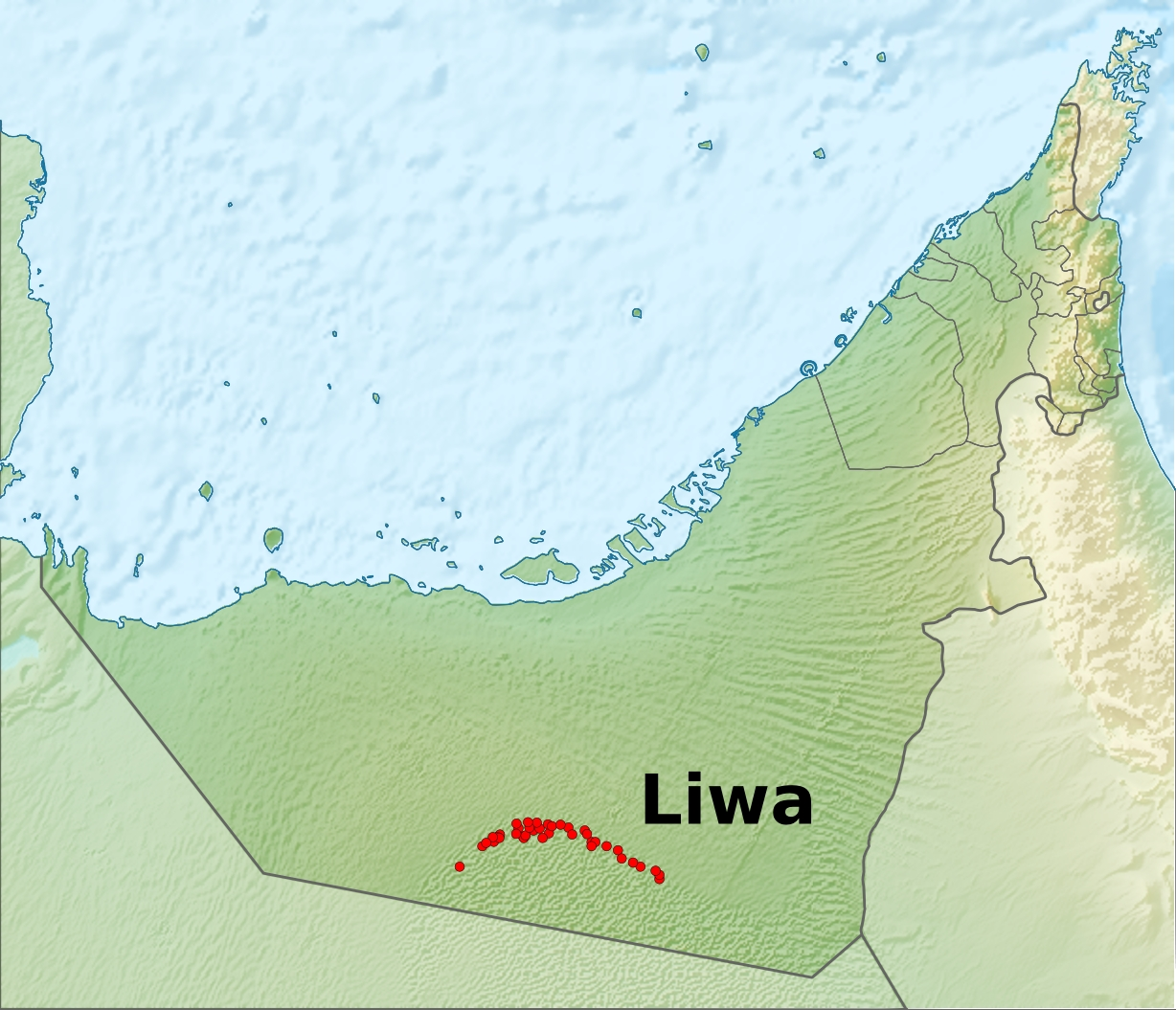
Localisation de l'oasis de Liwa.

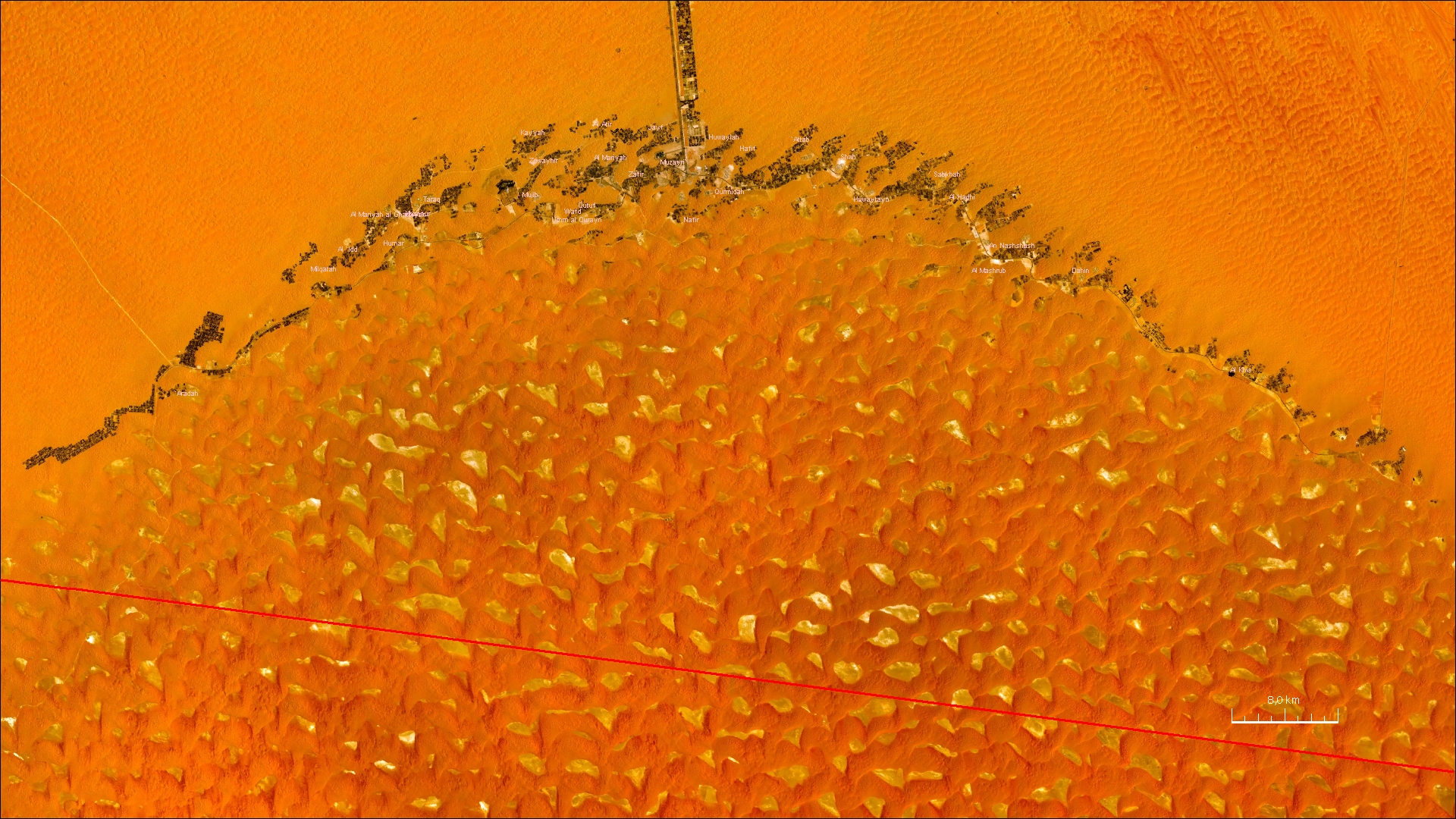
Image satellite de l'oasis de Liwa.

L’oasis de Liwa (واحة ليوا en arabe) est une importante zone d'oasis au sud de l'émirat d'Abou Dabi, dans les Émirats arabes unis.

## Géographie
L'oasis est située sur la bordure nord du désert pratiquement inhabité du Rub al-Khali, à environ 100 km au sud de la côte du golfe Persique, à 150 km Sud-Sud-Ouest de la ville d'Abou Dabi, et 16 à 35 km de la frontière saoudienne. Centrée autour de 23° 07′ 49″ N, 53° 47′ 50″ E, elle s'étend sur environ 100 km d'est en ouest, le long d'un arc recourbé vers le nord.

Le centre géographique et économique de l'oasis se compose d'une cinquantaine de villages dont : Muzayri, où l'autoroute venant d'Abou Dhabi pénètre dans l'oasis, puis se divise en direction de Mahdar Bin `Usayyan (65 km à l'est, le village le plus au Sud des Émirats), et de `Aradah (45 km à l'ouest).
Les données statistiques ne sont pas disponibles, mais d'après les images satellites, la population humaine est estimée à 50 000 à 150 000.
À une cinquantaine de kilomètres au sud-ouest de la partie orientale de l'oasis, de l'autre côté de la frontière saoudienne, se trouve l'installation pétrolière de Shaybah, qui ne peut être rejointe par aucune route transfrontalière.

## Économie

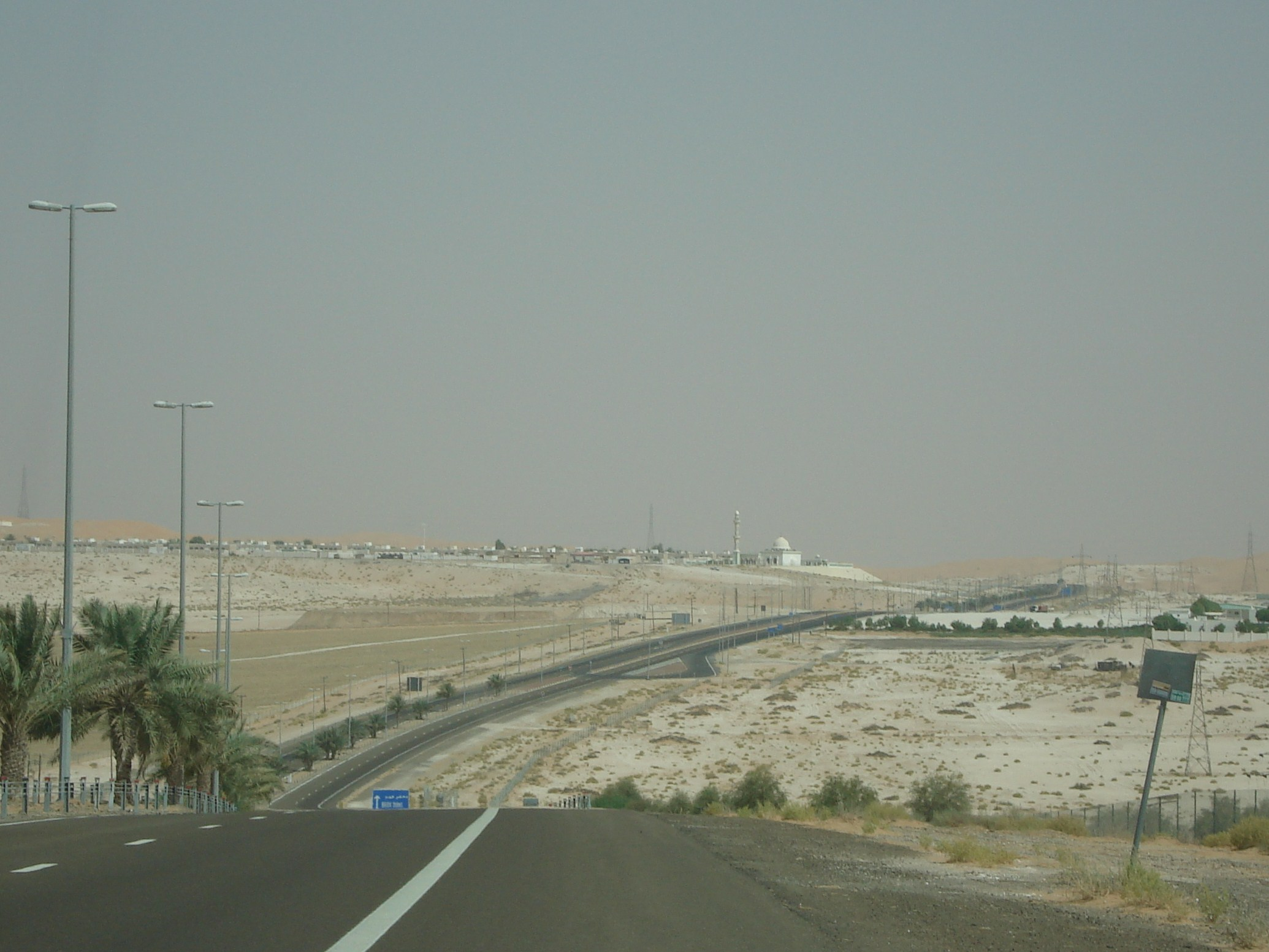
L'autoroute d'Abou Dabi à Liwa.

L'agriculture traditionnelle est passée à l'utilisation généralisée de l'irrigation au goutte à goutte et des serres. 
Le tourisme se développe : Liwa Hôtel, à Muzayri, avec quatre étoiles ; le Rest House gouvernemental de Liwa, est principalement destiné aux responsables et hommes d'affaires. Un troisième établissement, de 5 étoiles, Qasr Al Sarab (Desert Resort by Anantara) est plus récent. Le camping est également très populaire. La meilleure place pour faire ses dernières courses est encore  Al-Dhafra Hypermarket.
Une des plus grandes dunes au monde, le Tal Mireb (appelée aussi en anglais Moreeb Hill ou sacary mountain), 22° 58′ 37″ N, 53° 47′ 08″ E, située à 22 km au sud de Muzayri par une petite route (ou 15 km à vol d'oiseau), offre ses 300 mètres de hauteur, et attire chaque année, pendant le festival de Liwa, un grand nombre de visiteurs locaux et internationaux : festival, rallye tout-terrain, courses de chameaux...

## Histoire
Les Al Nahyane et les Al Maktoum, familles régnantes respectivement sur les émirats d'Abou Dabi et de Dubaï, sont issus de la tribu des Bani Yas, elle-même originaire de cette oasis.
 
C'est en 1793, que les Al Nahyane décidèrent de déplacer leur résidence de Liwa à la ville d'Abou Dabi.
Traditionnellement, les hommes de la tribu Bani Yas, sont des plongeurs de perles sur la côte pendant les mois d'été, leur procurant ainsi une source supplémentaire de revenus.
C'est dans ce désert que les films Dune (film, 2021) ont été tournés.